# Pampus minor
Pampus minor är en fiskart som beskrevs av Liu och Li, 1998. Pampus minor ingår i släktet Pampus och familjen Stromateidae. Inga underarter finns listade i Catalogue of Life.